# Christmas in Vienna VI
Christmas in Vienna VI (с англ. — «Рождество в Вене VI») — концертный альбом испанского тенора Пласидо Доминго, французской певицы Патрисии Каас и мексиканского певца Алехандро Фернандеса, выпущенный в 1999 году на лейбле Sony Classical. Платинка была записана во время уже традиционного седьмого концерта из цикла Christmas in Vienna в декабре 1998 года. В записи также принял участие Венский симфонический оркестр под управлением Стивена Меркурио.

## Список композиций
| №                   | Название                                  | Автор(ы)                                        | Исполнитель                                         | Длительность |
| ------------------- | ----------------------------------------- | ----------------------------------------------- | --------------------------------------------------- | ------------ |
| 1.                  | «Announcing Christmas»                    | Кристиан Колоновитц                             | Wiener Symphoniker                                  | 2:48         |
| 2.                  | «Y nos vamos pa’ Belén»                   | Хосе Мария Кано                                 | Пласидо Доминго                                     | 3:02         |
| 3.                  | «Leise rieselt der Schnee»                | Эдуард Эбель                                    | Пласидо Доминго, Патрисия Каас                      | 3:00         |
| 4.                  | «Canción de cuna (para Jesús)»            | Саманта Доминго, Пласидо Доминго мл.            | Пласидо Доминго, Алехандро Фернандес                | 3:04         |
| 5.                  | «Merry Christmas, Baby»                   | Стивен Крикориан, Джон Келлер                   | Патрисия Каас                                       | 4:21         |
| 6.                  | «El niño del tambor»                      | Кэтрин Дэвис                                    | Алехандро Фернандес                                 | 4:26         |
| 7.                  | «It Came Upon The Midnight Clear»         | Ричард Уиллс, Эдмунд Сирс                       | Пласидо Доминго                                     | 2:34         |
| 8.                  | «Here Is Christmas»                       | Нэнси Уилсон, Энн Уилсон, Ричи Цито             | Патрисия Каас, Алехандро Фернандес                  | 4:26         |
| 9.                  | «Amours éternels (Midnight In Moscow)»    | Василий Соловьёв-Седой, Филипп Бергман          | Патрисия Каас                                       | 4:23         |
| 10.                 | «Blanca Navidad»                          | Ирвинг Берлин                                   | Алехандро Фернандес                                 | 3:22         |
| 11.                 | «Por el Valle de Rosas»                   | Мигель Берналь Хименес                          | Пласидо Доминго, Алехандро Фернандес                | 2:48         |
| 12.                 | «Christmas Medley: Ihr Kinderlein kommet» | Кристоф фон Шмидт, Джонатан Абрахам Петер Шульц | Пласидо Доминго, Патрисия Каас                      | 1:53         |
| 13.                 | «Have Yourself A Merry Little Christmas»  | Хью Мартин, Ральф Блейн                         | Патрисия Каас, Алехандро Фернандес                  | 2:48         |
| 14.                 | «Jeg er saa glad hver Julekveld»          | народная                                        | Пласидо Доминго                                     | 1:10         |
| 15.                 | «Buenos reyes»                            | народная                                        | Пласидо Доминго, Патрисия Каас, Алехандро Фернандес | 2:15         |
| 16.                 | «Christmas Must Be Tonight»               | Робби Робертсон                                 | Патрисия Каас, Алехандро Фернандес                  | 2:38         |
| 17.                 | «Hay que sembrar en Navidad»              | Мануэль Алехандро                               | Пласидо Доминго                                     | 4:18         |
| 18.                 | «Il est né le divin enfant»               | народная                                        | Пласидо Доминго, Патрисия Каас                      | 1:15         |
| 19.                 | «Mary’s Boy Child»                        | Джестер Хейрстон                                | Пласидо Доминго                                     | 2:40         |
| 20.                 | «Ding, Dong! Merrily On High»             | Джордж Рэдклифф Вудвард                         | Пласидо Доминго, Патрисия Каас, Алехандро Фернандес | 2:13         |
| 21.                 | «Encore: Silent Night»                    | Франц Ксавьер Грубер                            | Пласидо Доминго, Патрисия Каас, Алехандро Фернандес | 5:01         |
| Общая длительность: | Общая длительность:                       | Общая длительность:                             | Общая длительность:                                 | 64:15        |

## Чарты
| Чарт (1999)                                    | Пиковая позиция |
| ---------------------------------------------- | --------------- |
| Германия (Offizielle Top 100)                  | 49              |
| Швейцария (Schweizer Hitparade)                | 97              |
| США (Billboard Top Classical Albums)           | 19              |
| США (Billboard Top Classical Crossover Albums) | 10              |